# La hit dell'estate
La hit dell'estate è un singolo del rapper italiano Shade, pubblicato il 17 giugno 2019.
Il 29 luglio successivo, il singolo viene certificato disco d'oro.

## Descrizione
Il brano è stato scritto dallo stesso Shade a Federica Abbate, Fred De Palma e Cheope e prodotto da Giacomo "Jaro" Roggia e Gabry Ponte.

## Tracce
Testi di Federica Abbate, Federico Palana, Vito Ventura, Alfredo Rapetti Mogol, musiche di Federica Abbate, Mattia Cerri, Gabriele Ponte, Alfredo Rapetti Mogol, Giacomo Roggia.
1. La hit dell'estate – 3:08

## Video musicale
Il videoclip, uscito sul canale YouTube Warner Music Italy il 24 giugno 2019, girato da Marc Lucas e Igor Grbesic e ideato da Cristofer Stuppiello e Shade, vede la partecipazione dell'influencer Ludovica Pagani.

## Formazione
- Shade – rapping, voce
- Gabry Ponte, Giacomo "Jaro" Roggia – produzione
- Giacomo "Jaro" Roggia – tastiera, basso synth, drum machine
- Andrea Filippone – chitarra
- Stefano Cocon – trombone, tromba

## Classifiche

### Classifiche settimanali
| Classifica (2019) | Posizione massima |
| ----------------- | ----------------- |
| Italia            | 13                |

### Classifiche di fine anno
| Classifica (2019) | Posizione |
| ----------------- | --------- |
| Italia            | 51        |